# Amico Agnifili
Amico Agnifili (Collemezzo, 1398 - Águia, 9 de novembro de 1476) foi um cardeal do século XV.

## Primeiros anos
Nasceu em Collemezzo em Ca. 1398. De uma família muito pobre. Seu pai, pastor, enviou ele e seu irmão para estudar em Áquila. Ele também está listado como Amico della Rocca; e como Amigo Cordeiro. Seu sobrenome também está listado como Angilo. Ele foi chamado de Cardeal de Áquila. Ao ser promovido ao cardinalato, teve que assumir um sobrenome, que não tinha, e escolheu Agnifili, amigo do cordeiro ("Agni", cordeiro; e "philos", amigo), como Cristo e a ocupação de sua família

## Educação
Estudou em Áquila e mais tarde em Roma, com o cardeal Domenico Capranica; em Bolonha, foi colega de escola de Enea Silvio Piccolomini, futuro Papa Pio II. Obteve o doutorado em direito canônico e civil.

## Vida pregressa
Retornou a Áquila e foi nomeado cônego do capítulo da catedral e arcipreste de S. Paolo di Barete. Foi para Roma e foi nomeado cônego da basílica patriarcal da Libéria, Roma. Professor de Direito na Universidade de Bolonha, onde teve como aluno Pietro Barbo, futuro Papa Paulo II.

## Episcopado
Eleito bispo de Áquila em 23 de maio de 1431; renunciou em 1472 em favor de seu sobrinho Francesco; ocupou novamente a sé em 20 de agosto de 1476, após a morte de Francesco, falecido em 8 de agosto. Consagrada, em 14 de maio de 1431, catedral de L'Aquila, por Nicola Tartaglia, bispo de Lesina, auxiliado por Pietro Janatella, bispo de Sant'Angelo dei Lombardi, e por Francesco Lerinense (sic). Ele pegou como armas um cordeiro e um livro. Foi conselheiro dos reis de Nápoles Alfonso I e Ferdinando I d'Aragona. O Papa Eugênio IV o enviou como legado para a coroação do imperador Sigismundo em Milão. Foi responsável por diversas legações, entre elas a da Província do Patrimônio. Juntamente com Giovanni da Palena, bispo de Penne, foi comissário para a santificação de Bernardino di Siena. Foi visitado por Giovanni da Capistrano, outro futuro santo. Em 1456, obteve a submissão da abadia de Bominaco à obediência do bispo e devolveu ao capítulo da catedral de Áquila o priorado de S. Antonio, que havia sido ocupado injustamente. Quando a cidade de Áquila se rebelou contra o rei Fernando I d'Aragona e se colocou sob o domínio de Giovanni di Renato d'Angiò, o bispo Agnifili abençoou a sua bandeira na catedral em 6 de janeiro de 1460, auxiliado pelo arcebispo de S. Biagio e pelo prior de Santo Antônio. A ação do bispo desagradou ao Papa Pio II, que em 10 de junho de 1461 enviou dois escritos, um à cidade e outro ao bispo, rejeitando-os por terem aderido aos Angioini. Depois que a cidade voltou novamente ao rei Fernando, a bandeira foi abençoada em 3 de julho de 1464. O Papa Paulo II, seu ex-aluno, nomeou-o tesoureiro geral da igreja na Marca, e posteriormente o promoveu ao cardinalato .

## Cardinalato
Criado cardeal sacerdote no consistório de 18 de setembro de 1467; publicado no dia seguinte na igreja de S. Marco, Roma; ele estava ausente Chegou a Roma no dia 22 de outubro de 1467 e recebeu o barrete vermelho nesse mesmo dia na igreja de S. Marco; recebeu o título de S. Balbina em 13 de novembro de 1467. Nomeado abade comendador do mosteiro beneditino de S. Lorenzo em Aversa, 30 de outubro de 1467. Em outubro de 1468, participou das celebrações do casamento de Giovanni Antonio Carafa e Vittoria Camponeschi, pais do futuro Papa Paulo IV. Optou pelo título de S. Maria in Trastevere, em 13 de outubro de 1469. O Papa Paulo II encarregou-o da construção de novas fortificações em Civitavecchia; ele também ajudou a proteger Nepi e Isbernia. Quando a notícia da morte do papa chegou a Áquila, ele partiu para Roma em 28 de julho de 1471. Participou do conclave de 1471, que elegeu o Papa Sisto IV. Abade comendador do mosteiro beneditino de Ss. Quirico e Giulitta, diocese de Rieti, 20 de agosto de 1476.
Morreu em Águia em 9 de novembro de 1476. Sepultado em túmulo de mármore, esculpido por Silvestro d'Ariscola, na catedral de S. Massimo, Áquila. Seu epitáfio, em verso, elogia sua generosidade para com os pobres. O monumento foi removido em 1703 durante a reconstrução da catedral após o terremoto daquele ano; foi aí novamente colocado em 1887, quando foi concluída a decoração interior da catedral.